# NGC 2128
NGC 2128 je galaksija u zviježđu Žirafi.

## Vanjske poveznice
- SEDS: NGC 2128